# Nils Palme

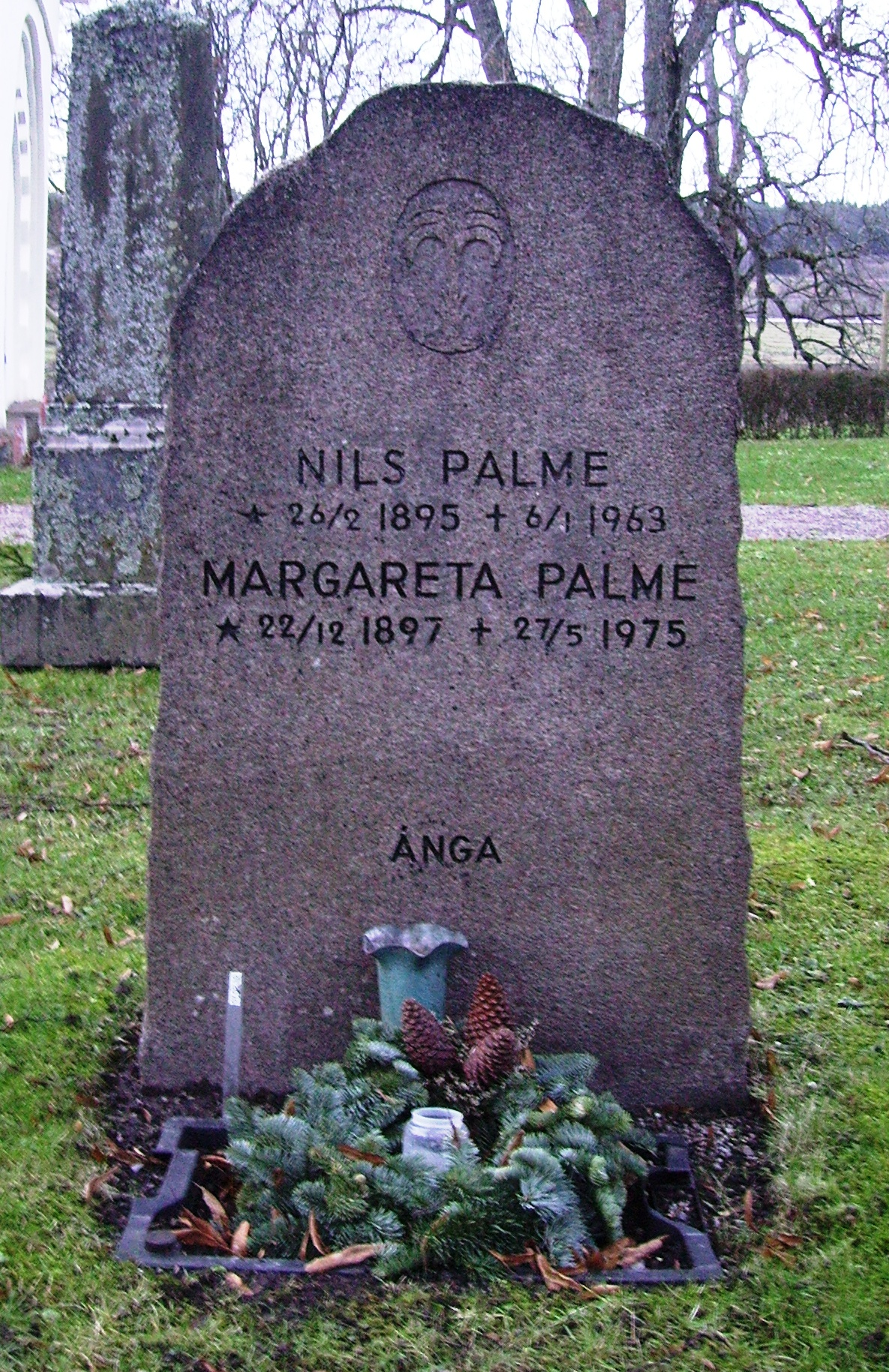
Gravvård på Svärta kyrkogård

Nils Palme, född 26 februari 1895 i Djursholm, död 6 januari 1963 i Sjösa, Nyköpings kommun, var en svensk militär och godsägare.
Nils Palme var son till Sven Palme och bror till Olof Palme och Gunnar Palme. Han var officer vid Göta artilleriregemente innan han blev chef för 4:e batteriet vid Artilleriskolan i Jakobstad. Under hungerdemonstrationerna 1917 i Göteborg bidrog han till att slå ned demonstrationerna. Under finska inbördeskriget deltog han på den vita sidan som batterichef. Efter kriget fick han överta skötseln av Ånga herrgård nära Nyköping. Nils Palme är begravd på Svärta kyrkogård.